# La Piste
Pour plus de détails, voir Fiche technique et Distribution.
La Piste est un film français réalisé par Éric Valli, sorti en 2006.

## Synopsis
À la mort de sa mère, Grace retourne vivre en Afrique avec Gary, son père géologue qu'elle a peu vu depuis le divorce de ses parents. Mais un jour l'avion de Gary s'écrase en plein désert et une bande de guérilleros le capture...
Comme les secours tardent à s’organiser, Grace s'enfonce dans le désert avec un guide pour tenter de retrouver son père.

## Fiche technique
- Titre : La Piste
- Titre international : The Trail
- Réalisation : Éric Valli
- Scénario : Philippe Lyon et Éric Valli
- Production : Cyril Colbeau-Justin et Jean-Baptiste Dupont
- Musique : Armand Amar
- Photographie : Éric Guichard
- Montage : Hachdé
- Décors : Stéphane Makedonsky
- Costumes : Catherine Caldray
- Pays d'origine :  France
- Format : couleur - 2,35:1 - Dolby Digital - 35 mm
- Genre : aventures et drame
- Durée : 92 minutes
- Date de sortie : 8 février 2006 (Belgique, France)

## Distribution
- Julian Sands : Gary
- Eriq Ebouaney : Kadjiro
- Camille Summers : Grace
- Clint Dyer : Tsuari
- Siyabonga Melongisi Shibe : Ruben - Mad Dog
- Junior Singo : Kid
- Nomsa Xaba : Kaura
- Yule Masiteng : Julius
- Charles Baloyi : Kaveere
- Nathaniel Ramabulana : Sergent Hulk
- Sibusiso Radebe : Prince
- Robert Hobbs : Mark
- Maralin Vanrenen : Mademoiselle Barton
- Mike Huff : Monsieur Barton

## Autour du film
- Le tournage s'est déroulé en Namibie.
- Le film a été tourné en anglais.
- L'actrice Camille Summers est la fille du réalisateur Éric Valli.